# Peter Neugebauer
Peter Neugebauer (* 14. Februar 1929 in Hamburg; † 10. Oktober 2020 ebenda) war ein deutscher Karikaturist und Autor.

## Leben
Peter Neugebauer besuchte von 1948 bis 1949 die Werbefachschule Hamburg. Von 1951 bis 1954 studierte er freie Grafik an der Hochschule für bildende Künste Hamburg unter Alfred Mahlau. Neugebauers zeitweiliger Kommilitone und lebenslanger Freund Horst Janssen riet ihm, sich ganz auf eine Karriere als Zeichner zu konzentrieren. Erste Arbeiten erschienen in der Wochenzeitung Die Zeit und der Illustrierten Die Straße, in der auch Loriot seine ersten Arbeiten veröffentlichte. Mit ihm teilte Neugebauer später ein Atelier und trat auch 1967 unter seiner Regie in einen Kurzfilm in der Fernsehserie Cartoon auf. Ferner illustrierte Neugebauer verschiedene Bücher für den Diogenes Verlag, darunter Titel von Bram Stoker, William Fryer Harvey und Fredric Brown.
Bekannt wurde Neugebauer vor allem durch die Rate-Krimis Zeus Weinsteins Abenteuer, die zwischen 1959 und 1987 in loser Abfolge in der Zeitschrift Stern veröffentlicht wurden. Im Stern erschien auch der größte Teil seiner Karikaturen, die sich zum Teil auch in seinen Büchern Neugebauers Neurosen und Neugebauers neue Neurosen wiederfinden. Weiterhin arbeitete er für die Tageszeitung Die Welt.
In den Jahren 1972 bis 1984 bereitete der NDR etliche Folgen der Rate-Krimis aus dem Stern als Hörspiele zum Mitraten auf, wobei aufgrund großer Nachfrage neue Abenteuer aus der Feder von Peter Neugebauer hinzukamen. In insgesamt 63 Folgen gab stets Gert Haucke als Zeus Weinsteins Assistent Saul Samson den Hörern ein Krimirätsel auf.
Unter dem Namen seiner literarischen Schöpfung Zeus Weinstein hat sich Neugebauer auch als Sherlock-Holmes-Kenner und -Autor einen Namen gemacht. So initiierte er in den siebziger Jahren eine kurzlebige Sherlock-Holmes-Reihe bei der Deutschen Verlags-Anstalt, in der auch sein Roman Sherlock Holmes: Die Wahrheit über Ludwig II. erschien, und kuratierte die neu übersetzte Sherlock-Holmes-Gesamtausgabe beim Haffmans Verlag in den achtziger Jahren. Hier zeichnete er auch einige der Titelillustrationen und gab ein Begleitbuch heraus.
Neugebauer starb am 10. Oktober 2020 in Hamburg.

## Werke (Auswahl)
- Vivat Vampir! Diogenes, Zürich 1963.
- Zeus Weinsteins Abenteuer. Stalling Verlag, Oldenburg 1970, ISBN 3-404-68020-0.
- Sherlock Holmes: Die Wahrheit über Ludwig II. (ein Bericht von Dr. John H. Watson, hrsg. v. Zeus Weinstein). Deutsche Verlags-Anstalt, Stuttgart 1978, ISBN 3-421-01837-5.
- Neugebauers Neurosen. Gruner + Jahr, Hamburg 1980, ISBN 3-570-00917-3.
- Peter Neugebauers Lexikon der Erotik. Goldmann, München 1982, ISBN 3-442-06957-2.
- Neugebauers neue Neurosen. Zinnober-Verlag, Hamburg 1987, ISBN 3-426-02752-6.
- Schlummer-Schocker. Rasch u. Röhring, Hamburg 1988, ISBN 3-89136-179-3.
- Das umfassende Sherlock-Holmes-Handbuch. Haffmans Verlag, Zürich 1988. ISBN 3-251-20054-2.
- Zeus Weinsteins Abenteuer. 50 rätselhafte Kriminalfälle. Rasch und Röhring, Hamburg 1986, ISBN 3-89136-063-0.